# Лі Гьон Гин
Лі Гьон Гин (кор. 이경근; нар. 7 листопада 1962) — південнокорейський дзюдоїст, олімпійський чемпіон 1988 року, призер чемпіонату світу.

## Виступи на Олімпіадах
| Олімпіада | Дисципліна | Місце |
| --------- | ---------- | ----- |
| Сеул 1988 | до 65 кг   | 1     |